# Izzy Stradlin
Jeffrey Dean lsbell (Lafayette, Indiana, 8 de abril de 1962) más conocido como Izzy Stradlin es un músico, guitarrista, compositor y productor discográfico estadounidense. Es conocido principalmente por ser el guitarrista rítmico, compositor principal y uno de los miembros fundadores de la banda de hard rock Guns N' Roses, la cual abandonó en la cima de su fama en 1991 habiendo grabado cuatro álbumes de estudio.
Izzy se lanzó como solista en 1991 y lideró su propia banda. Un año más tarde publicó su primer álbum, Izzy Stradlin & The Ju Ju Hounds, el cual recibió críticas favorables. En toda su carrera solista ha publicado un total de once álbumes de estudio.

En el año 2016 ocurrió la esperada reunión de la banda Guns N' Roses a la que Izzy había pertenecido en su años dorados. Tiempo después de anunciada la reunión, Izzy declaró que no formaría parte de esta por diferencias monetarias, su reemplazo en la reunión fue el guitarrista de Guns N' Roses desde el año 2002, Richard Fortus.

## Biografía

### 1962-1980: Primeros años
Izzy Stradlin nació como Jeffrey Dean Isbell el 8 de abril de 1962 en el estado de Indiana, en Lafayette. Su padre era grabador y su madre trabajaba para una compañía telefónica; se divorciaron cuando tenía ocho años. Acerca de Lafayette, Izzy explica: "Fue genial haber crecido ahí. Hay un tribunal, una universidad, un río y las vías del ferrocarril. Es una ciudad pequeña, así que no había mucho que hacer ahí. Montábamos bicicleta, fumábamos hierba, nos metíamos en problemas, era muy parecido a Beavis and Butt-Head pero en la vida real".
Interesado en la música desde temprana edad, Izzy aprendió a tocar una variedad de instrumentos musicales. Sus influencias iniciales fueron bandas y artistas como Aerosmith, Alice Cooper, Led Zeppelin, The Rolling Stones y Bob Dylan, pero la influencia más grande la ejerció su abuela paterna, quien tenía una banda de swing jazz con sus amigas. Inspirado, Izzy convenció a sus padres para que le compraran una batería. Se quedó con ella hasta 1983, decidiendo cambiar a la guitarra, ya que ésta le resultaba más útil para componer.
Izzy estudió en el instituto Jefferson High de Lafayette, donde empezó a tocar en una banda con sus amigos, con los que compartía los mismos gustos musicales y ambiciones. Fue allí donde conoció un día a un pequeño preadolescente travieso e introvertido llamado William Bailey, más tarde conocido como Axl Rose. Acerca de Axl, Izzy recuerda: “el primer día de clases oí un ruido por el pasillo del colegio, era Axl siendo perseguido por todos los profesores, cuando salieron al patio y finalmente lo atraparon, hubo gritos, patadas y aullidos. Axl era muy tímido para cantar en ese entonces, pero siempre supe que iba a terminar cantando”.
Acerca de la vida estudiantil, el músico afirmó: “Éramos chicos con pelo largo. En el colegio o eras un deportista o un drogado. Nosotros no éramos deportistas, así que terminamos siendo amigos. Tocábamos covers en el garaje, no había clubs, así que nunca salíamos del garaje.” A pesar de su aversión a la escuela, Stradlin se graduó en 1979 con un promedio D y fue el único miembro original de Guns N' Roses en conseguir su título. Soñando con una carrera en la música, posteriormente se mudó a Los Ángeles, California.

### 1980-1984: Comienzo de la carrera
Poco después de su llegada a Los Ángeles, Stradlin se unió a la banda de punk Naughty Women. Durante su desafortunado primer espectáculo con la banda, el público comenzó a atacar a los músicos. Su estancia de dos meses en Naughty Women fue seguida por un corto período en la banda de punk The Atoms, antes de que le robaran su batería y se cambiara al bajo. Stradlin luego se unió a la banda de heavy metal Shire, momento en el que se pasó a la guitarra rítmica para poder escribir sus canciones.
En 1983, Stradlin formó Hollywood Rose con su amigo de la infancia Axl Rose, al cual había encontrado en Los Ángeles el año anterior. En enero de 1984, la banda grabó un demo de cinco canciones: "Killing Time", "Anything Goes", "Rocker", "Shadow of Your Love" y "Reckless Life", que se lanzaron en 2004 como parte del álbum recopilatorio "The Roots of Guns N' Roses". El grupo se disolvió en agosto, después de lo cual Stradlin se unió brevemente a la banda London. También formó la banda efímera Stalin con el cantante Eric Leach y el guitarrista Taz Rudd de Symbol Six. En diciembre, se reunió con Hollywood Rose.

### 1985-1991: Guns N' Roses
En marzo de 1985, Stradlin fundó Guns N' Roses con Axl Rose y los miembros de L.A. Guns Rob Gardner, Tracii Guns y Ole Beich. Tiempo después, Rob y Ole serían reemplazados por Steven Adler y Duff McKagan; ofendido por esto, Tracii renuncia a la banda y en su lugar entra el guitarrista Slash. En junio, la formación estaba compuesta por Axl Rose, Slash, el guitarrista rítmico Stradlin, el bajista Duff McKagan y el baterista Steven Adler. Tocaban en clubes nocturnos como Whiskey a Go Go, The Roxy y The Troubadour, la banda logró destacar entre 1985 y 1986. Durante este período, la agrupación escribió gran parte de su material clásico y Stradlin se estableció como un compositor clave.
En julio de 1987, Guns N' Roses lanzó su álbum debut, Appetite for Destruction, que hasta la fecha ha vendido cerca de 35 millones de copias en todo el mundo, incluidos 18 millones solo en los Estados Unidos. Stradlin escribió o coescribió algunas de las canciones, tales como "Mr. Brownstone", "Think About You", "Out Ta Get Me", "Nightrain". 
También escribió el éxito "Patience" del segundo disco "G N' R Lies", lanzado en noviembre de 1988 con ventas en los Estados Unidos de ocho millones de copias, a pesar de contener solo ocho pistas.
A medida que su éxito creció, también lo hicieron las tensiones dentro de la banda. Al finalizar el tour de Appetite for Destruction, del primer álbum de la banda, Izzy se sometió junto a sus compañeros a una rehabilitación para superar su adicción a las drogas, lo que a diferencia de sus compañeros finalmente pudo lograr, según dijo en una entrevista, inspirándose en Aerosmith, compañeros de tour de Guns N' Roses, que según Izzy podían tocar asombrosamente sin depender de ellas.
Lo que lo hizo dejar definitivamente el consumo de dichas sustancias fue un incidente en el cual fue arrestado por orinar a bordo de un avión. Tras ese incidente, Stradlin fue sometido a controles policiales regulares para comprobar la ausencia de drogas en la sangre.
En 1989, tras abrir un concierto de The Rolling Stones, Rose amenazó con abandonar la banda si Stradlin, Slash y Adler no dejaban de "bailar con el señor Brownstone", una referencia a su canción del mismo nombre sobre la heroína. Después de ser sentenciado a un año de libertad condicional por el mencionado incidente de haber orinado en público a bordo de un avión (con lo cual la banda lo apodó "Whizzy"), Stradlin logró la sobriedad luego de haber regresado a la casa de su madre en Indiana. El año siguiente, Adler fue despedido de la banda debido a su adicción a la heroína, siendo reemplazado por Matt Sorum de The Cult.
En septiembre de 1991, Guns N' Roses lanzó el tan esperado álbum doble Use Your Illusion I y Use Your Illusion II, debutando en la segunda y primera posición respectivamente en las listas de éxitos de los Estados Unidos. Stradlin coescribio los éxitos You Could Be Mine" y "Don't Cry", e interpretó las voces principales en "Dust N' Bones", "You Ain't the First", "Double Talkin' Jive" y "14 Years". Al igual que con sus registros anteriores, su guitarra preferida durante la grabación fue una Gibson ES-175.
Durante la gira de los discos Use Your Illusion I y Use Your Illusion II, Izzy dejó de viajar y de ser parte de la banda, debido a que se había cansado de ser el "puño de hierro" de Axl Rose. Slash comentó que Izzy se sintió sometido a una dictadura, por lo que pretendía reponerse y alejarse del mundo de las drogas y el alcohol en el que vivían sus compañeros.
Tras un concierto en Mannheim, Alemania, en el cual Axl abandonó el escenario imprevistamente negándose a continuar el show hasta que prácticamente lo obligaron a seguir, tras el show en Wembley Izzy decidió que iba a dejar la banda, porque estaba cansado de las tardanzas de Axl a los conciertos y sus desplantes en el escenario. También, se conoció que la nueva dirección musical que el vocalista estaba dándole al grupo, el cambio en la batería de Steven Adler por Matt Sorum, sumado a la imposibilidad de escuchar su guitarra tanto en el álbum como en los conciertos en vivo, hicieron que Izzy se sintiera insatisfecho de estar en Guns N' Roses: "Una vez que dejé las drogas, no pude evitar mirar a mi alrededor y preguntarme:' ¿Esto es todo lo que hay? Estaba cansado de eso, tenía que salir". Luego tomó la decisión de alejarse del grupo.
Su último concierto con Guns N' Roses fue precisamente en Wembley el 31 de agosto de 1991. El 7 de Noviembre del mismo año, anunció su salida de la banda.
Las canciones íntegramente escritas por Izzy en Guns N' Roses son "Mr. Brownstone", "Think About You", "Patience", "Used to Love Her", "You Ain't the First", "Double Talkin' Jive", "Pretty Tied Up" y "Dust N' Bones", además de ser coautor de algunas de las canciones del Appetite for Destruction, G N' R Lies, Use Your Illusion I y de tres de Use Your Illusion II.
Más tarde, Stradlin dijo: "No me gustaron las complicaciones que se convirtieron en parte de la vida cotidiana en Guns N' Roses", citando los disturbios de Riverport y la tardanza crónica de Axl Rose en el Tour Use Your Illusion como ejemplos. También se opuso a un contrato con el que se le presentó: "Esto es justo antes de irme, degradándome a una posición más baja. Ellos iban a reducir mi porcentaje de regalías. Yo estaba como, '¡Joder! He estado allí desde el primer día. ¿Por qué debería hacer eso? A la mierda, iré a tocar al Whisky. Eso es lo que sucedió. Fue completamente loco".
Stradlin agregó que estar sobrio jugó un papel en su decisión de irse, afirmando: "Cuando estás jodido, es más probable que soportes cosas que normalmente no aguantas".

### 1992-1994: Ju Ju Hounds y primera vuelta a Guns N' Roses
Tras su partida de Guns N' Roses, Stradlin regresó a su ciudad natal, Lafayette, Indiana, donde comenzó a trabajar en material nuevo. Formó la banda Izzy Stradlin and The Ju Ju Hounds, que consistía en Stradlin en voces y guitarra rítmica, Rick Richards de Georgia Satellites en la guitarra principal, Jimmy Ashhurst de Broken Homes en el bajo y Charlie Quintana en la batería. Su álbum debut, Izzy Stradlin & The Ju Ju Hounds, fue lanzado en octubre de 1992 con críticas positivas; Rolling Stone lo llamó "un debut en solitario desgarrado, bañado en blues y totalmente ganador". Ju Ju Hounds tocó su primer show en septiembre en The Avalon en Chicago, antes de embarcarse en una gira por Europa, Australia y América del Norte.
En mayo de 1993, Stradlin se reunió con Guns N' Roses para cinco shows en Europa y Medio Oriente para reemplazar a Gilby Clarke, quien se había roto la muñeca en un accidente de motocicleta. Después Stradlin regresó a Indiana, lo cual provocó la ira de Axl Rose, quien le dedicó la canción "Double Talkin' Jive" escrito por Stradlin a él durante varios shows. En septiembre, The Ju Ju Hounds realizó una gira por Japón, donde la banda tocó su última actuación en el Public Hall de Shibuya en Tokio. Stradlin luego se tomó un tiempo libre de la música, durante el cual viajó extensivamente y dedicó gran parte de su tiempo a sus otras pasiones, las carreras y los motores, incluso construyendo una pista cerca de su hogar en Indiana.

### 1995-2002: carrera en solitario y Velvet Revolver
En 1995 Stradlin comenzó a grabar material para su segundo álbum en solitario, 117°. Lanzado en marzo de 1998, el álbum fue grabado en breves sesiones durante un período de dos años y contó con sus excompañeros de banda Duff McKagan y Rick Richards, así como con el exbaterista Taz Bentley. Como antes, Stradlin tenía poco interés en promover su música; hizo pocas entrevistas y no tocó en vivo. El álbum resultó ser su último lanzamiento en su sello Geffen Records; como resultado de la fusión entre Geffen e Interscope, Stradlin fue eliminado de la lista de la disquera.
En diciembre de 1999, el tercer álbum en solitario de Stradlin, Ride On, fue lanzado por el sello Universal Victor en Japón. Presentaba la misma alineación que su lanzamiento anterior. Para promover el álbum, Stradlin -con McKagan, Richards y Bentley- tocó cuatro shows en Japón el siguiente abril. Con la adición del tecladista Ian McLagan, el grupo grabó dos álbumes más: River, que se lanzó en mayo de 2001 en Sanctuary, y un segundo lanzamiento en Japón, On Down the Road, que siguió en agosto de 2002 en JVC Victor.
En 2002 rechazó la invitación de sus excompañeros y amigos Slash, Duff McKagan y Matt Sorum para que se uniera al supergrupo Velvet Revolver. Aunque contribuyó al proceso de composición mientras la banda estaba en su etapa de formación, Stradlin finalmente se negó a unirse debido a su aversión a la vida en el camino y su falta de voluntad para trabajar con un cantante principal, aunque se ofreció a compartir las tareas vocales con McKagan, su puesto sería entonces ocupado por Dave Kushner.

### 2003-2010: carrera independiente en solitario y segunda vuelta a Guns N' Roses
En 2003 Stradlin grabó su sexto álbum, Like a Dog, con el guitarrista Rick Richards, el baterista Taz Bentley y el bajista JT Longoria. Originalmente estaba programado para finales de 2003, con un poco menos de mil copias promocionales. Sin embargo, el álbum no se lanzó hasta octubre de 2005, cuando Stradlin, motivado por una petición de un fanático, lo hizo disponible por pedido en Internet. El año siguiente, Stradlin relanzó Ride On, River, On Down the Road y Like a Dog a través de iTunes.

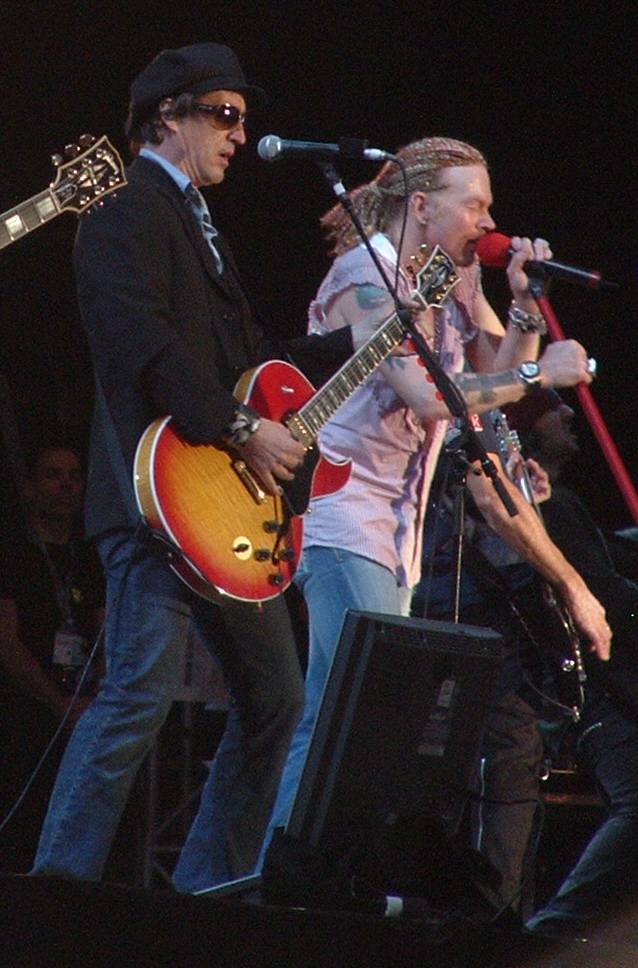
Stradlin con Axl Rose en 2006.

En mayo de 2006, tras recomponer su relación con Axl Rose, luego de trece años de su última actuación con Guns N' Roses, Stradlin hizo una aparición especial en el show de la banda en el Hammerstein Ballroom en Nueva York; interviniendo en las canciones "Think About You", "Patience", "Used to Love Her", "Nightrain" y "Paradise City". Luego actuó con Guns N' Roses en 13 shows durante la gira europea de verano de la banda. Stradlin dijo: "Axl y yo nos conectamos por teléfono este año y pasé por allí. Fue agradable volver a conectar con un viejo amigo y compañero de guerra. Le dije más tarde que me gustaría unirme a la diversión de alguna manera, y me dijo que podía venir y tocar algo, ¡así que lo hice! Me llevó unas tres semanas recuperarme de las seis semanas de gira". En diciembre tocó tres shows con el grupo en el Anfiteatro Gibson en Universal City, California.
Stradlin lanzó su séptimo álbum, Miami, a través de iTunes en mayo de 2007. Volvió a presentar a Rick Richards, Taz Bentley y JT Longoria, así como al tecladista Joey Huffman. El guitarrista Richards describió el álbum como "algo distinto a Like a Dog pero todavía bastante rockero". En julio de 2007 participó junto a Duff McKagan de la celebración del aniversario número veinte del disco Appetite for Destruction, uniéndose a la banda de Steven Adler, Adler's Appetite, en los temas "Mr. Brownstone" y "Paradise City". Además interpretó la canción "TJ" de su álbum Miami. Además en ese mismo mes se lanzó una versión remezclada de Miami a través de iTunes; Stradlin llamó a la nueva mezcla "un sonido mucho más fuerte y poderoso". En noviembre de ese año lanzó un segundo álbum exclusivo para iTunes, Fire, the Acoustic Album, que también incluía a Richards, Bentley y Longoria.
El próximo lanzamiento de iTunes de Stradlin, Concrete, salió en julio de 2008. Además de sus colaboradores habituales, Stradlin también invitó a Duff McKagan a tocar el bajo en tres canciones, incluida la canción principal. Stradlin luego lanzó dos álbumes más a través de iTunes: Smoke, que salió en diciembre de 2009, y Wave of Heat, publicado en julio de 2010 con McKagan nuevamente como colaborador, apareciendo en siete pistas. También en 2010, Stradlin apareció como invitado en el primer álbum en solitario de Slash, aportando la guitarra rítmica en la canción, "Ghost".

### 2011-2016: la inclusión en el Salón de la Fama y el tercer regreso a Guns N' Roses

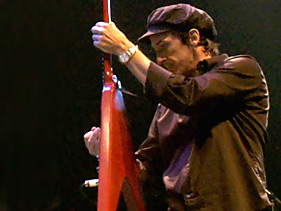
Stradlin con Guns N' Roses en 2010.

En abril de 2012, Stradlin fue incluido en el Salón de la Fama del Rock and Roll como miembro de la alineación clásica de Guns N' Roses. En una declaración publicada en el blog de Duff McKagan para Seattle Weekly, agradeció al Salón de la fama del Rock and Roll por el reconocimiento de su trabajo a lo largo de los años, a sus excompañeros de banda y a sus admiradores por su apoyo continuo. Conocido por evitar la atención pública, Stradlin no asistió a la ceremonia de inclusión.
En el mes posterior a la inclusión, el 31 de mayo, Stradlin se unió a Guns N' Roses en el escenario durante dos shows en el O2 Arena de Londres, donde interpretaron una variedad de canciones incluyendo "14 Years", que no se había presentado en vivo desde su partida en 1991. También actuó con Guns N' Roses en julio, en un espectáculo privado en Saint-Tropez y un concierto en Palma de Mallorca, y nuevamente en noviembre, durante los dos últimos shows de la banda "Appetite for Democracy" en Las Vegas. También en noviembre, Stradlin lanzó el sencillo "Baby-Rann", único en iTunes, su primer lanzamiento en más de dos años; un video de acompañamiento estuvo disponible a través de YouTube. En diciembre del 2012 apareció con Aerosmith en un concierto en el Staples Center de Los Ángeles, en el cual también fue invitado el actor y músico Johnny Depp.
En medio de rumores y especulaciones, Stradlin confirmó vía Twitter que no estaría involucrado con la alineación 'reunida' de Guns N' Roses en 2016. Más tarde declaró que se negó porque la banda "no quería dividir el botín por igual".

## Equipamiento

### Guitarras
- Gibson ES-175
- Gibson Byrdland
- Gibson ES-135
- Gibson Les Paul Custom
- Fender Telecaster
- Gibson ES-355
- Gibson Les Paul Special Double Cutaway
- Gibson ES-235
- Gretsh Guitars

### Amplificadores
- Mesa Boogie Mark Series Mark I and Mark IIB Coliseum
- Fender Bassman heads with a Mesa Boogie 4x12 cabinet
- Marshall JCM-800

## Discografía

### Con Ju Ju Hounds
- Izzy Stradlin & The Ju Ju Hounds (1992)

### En solitario
- 117º (1998)
- Ride On (1999)
- River (2001)
- On Down The Road (2002)
- Like a Dog (2003)
- Miami (2007)
- Fire, the acoustic album (2007)
- Concrete (2008)
- Smoke (2009)
- Wave Of Heat (2010)

### ConGuns N' Roses
- Live ?!*@ Like a Suicide (EP) (1986)
- Appetite for Destruction (1987)
- G N' R Lies (1988)
- Use Your Illusion I (1991)
- Use Your Illusion II (1991)

### ConHollywood Rose
- The Roots of Guns N' Roses (2004)

### En vivo
- Live Era: '87-'93 (1999)

### Recopilatorios
- Greatest Hits (2004)

## Artistas relacionados
- Naughty Women
- The Babysitters
- The Atoms
- Shire
- Axl Rose
- Slash
- Hollywood Rose
- L.A. Guns
- London (banda)
- Guns N' Roses
- Izzy Stradlin & The Ju Ju Hounds
- Duff McKagan
- Steven Adler